# Група вікових дубів (Борзна)
Гру́па вікови́х дубі́в — ботанічна пам'ятка природи місцевого значення в Україні. Розташована в межах міста Борзна Ніжинського району Чернігівської області, на території Борзнянської школи-інтернату (вул. Красносільського).
Площа 0,05 га. Статус присвоєно згідно з рішенням Чернігівського облвиконкому від 28.08.1989 року № 164. Перебуває у віданні: Борзнянська школа-інтернат.
Статус присвоєно для збереження п'яти екземплярів вікових дубів віком понад 100 років. 

## Галерея

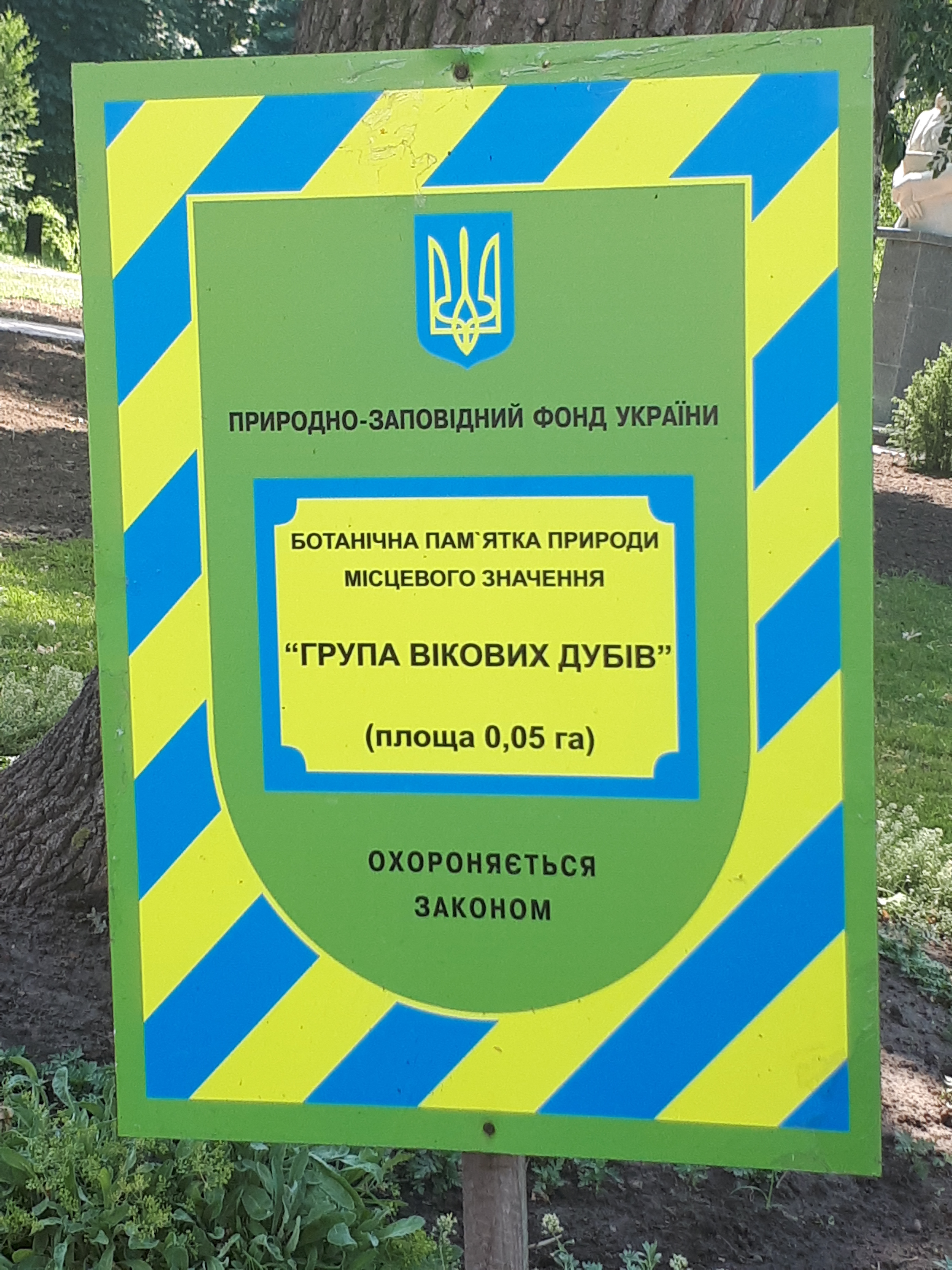
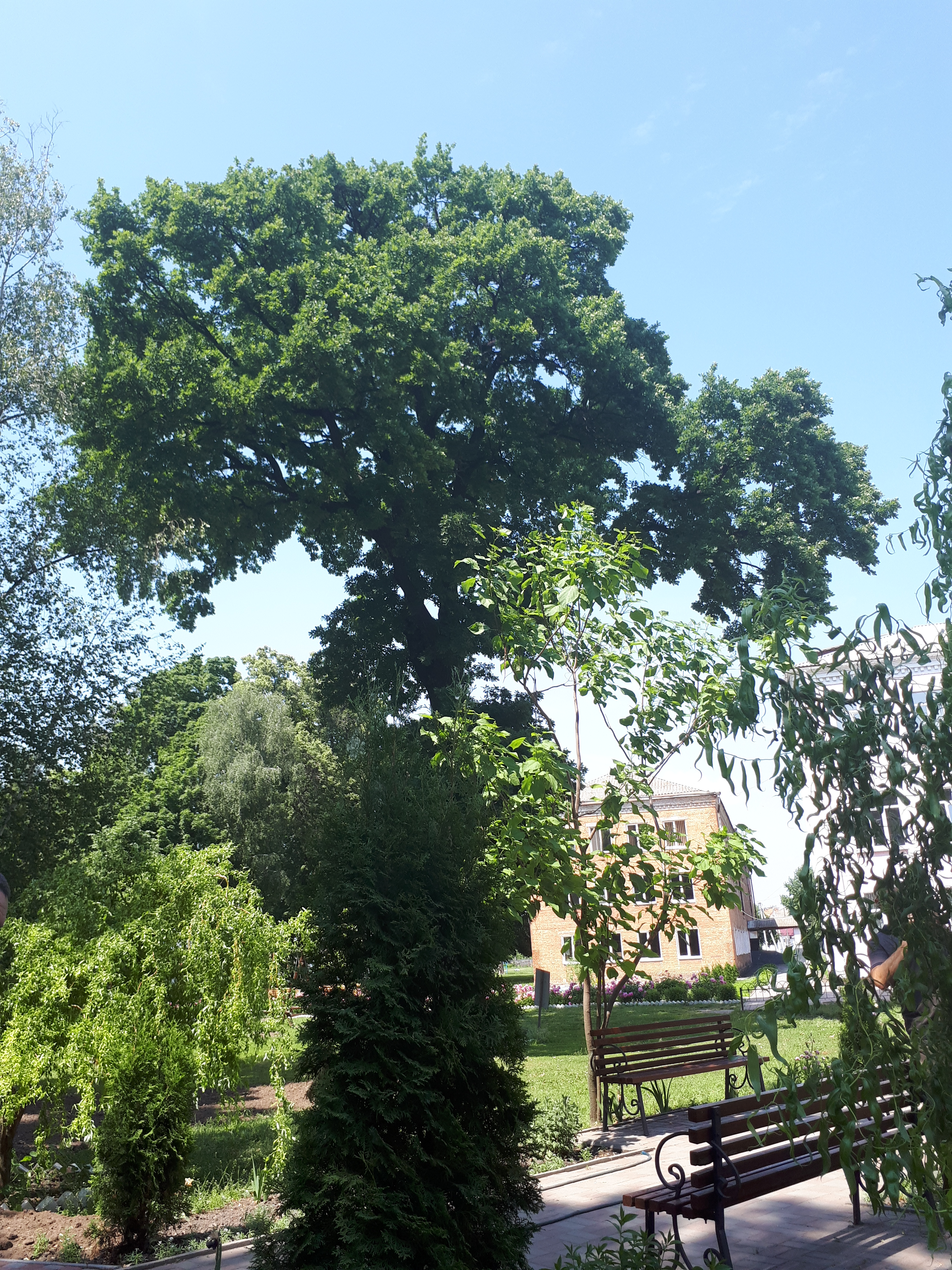
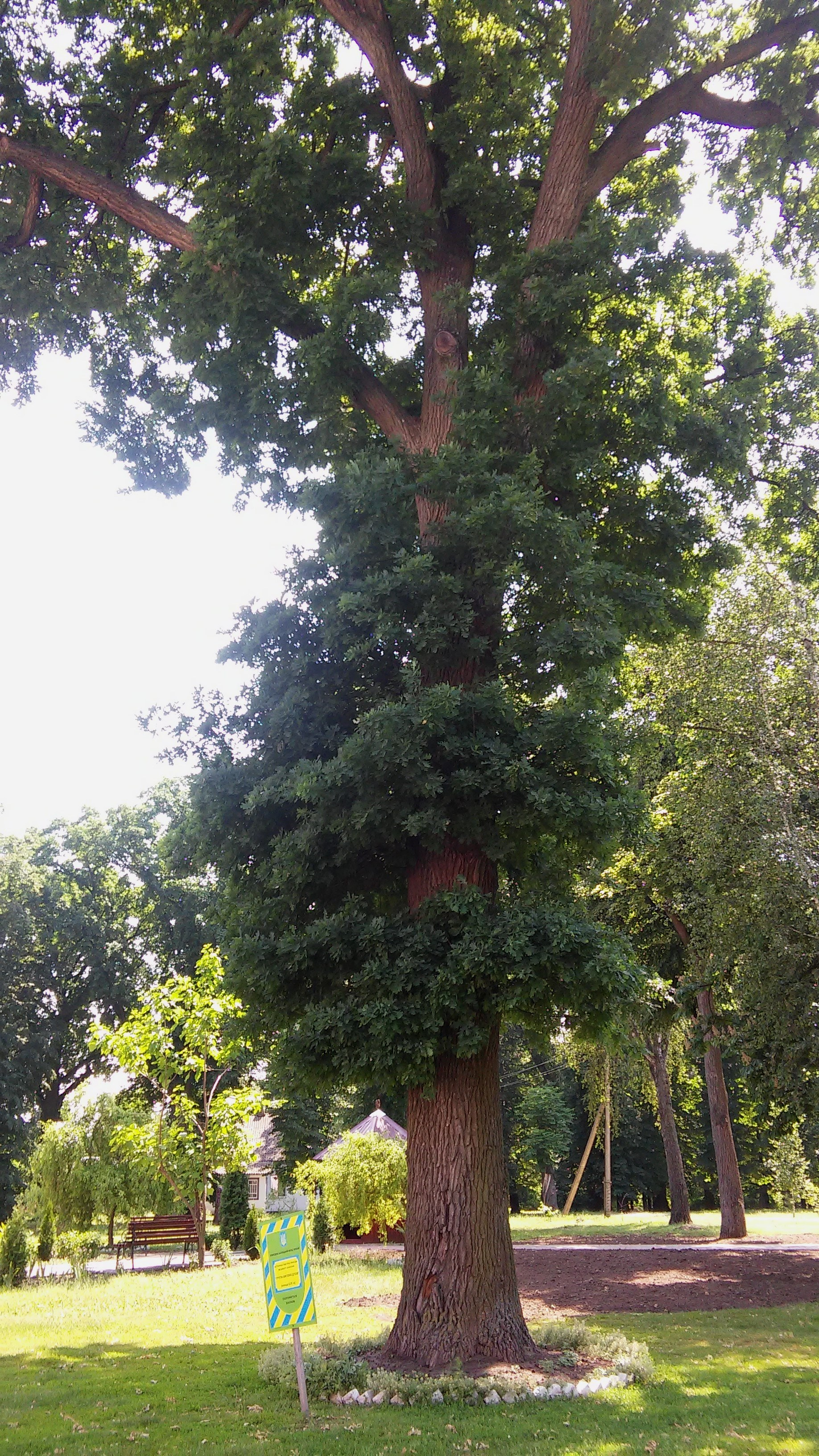